# Basile Ier le Macédonien
Pour les articles homonymes, voir Basile.
Basile Ier, dit Basile le Grand, ou Basile le Macédonien (en grec : Βασίλειος ὁ Μακεδών, Basíleios ō Makedṓn), né vers 811 et mort le 29 août 886, est un empereur byzantin ayant régné de 867 à 886.
Né dans une famille de paysans du thème de Macédoine, il entra au service d’un parent du césar Bardas. Son habileté au dressage des chevaux le fit remarquer de l’empereur Michel III (r. 842-867) qui se prit d'amitié pour lui et lui fit gravir tous les échelons de la hiérarchie jusqu'à le nommer coempereur ; Basile devait néanmoins usurper le trône de son bienfaiteur.
Devenu basileus, il démontra une grande compétence dans l'administration des affaires de l'État, raffermissant le pouvoir impérial, donnant une nouvelle impulsion à l'art byzantin et repoussant les frontières de l'empire. Il fut considéré par les Byzantins comme l'un de leurs plus grands empereurs et la dynastie macédonienne qu'il fonda devait régner pendant l'une des périodes les plus glorieuses et prospères de l'empire.

## Origines

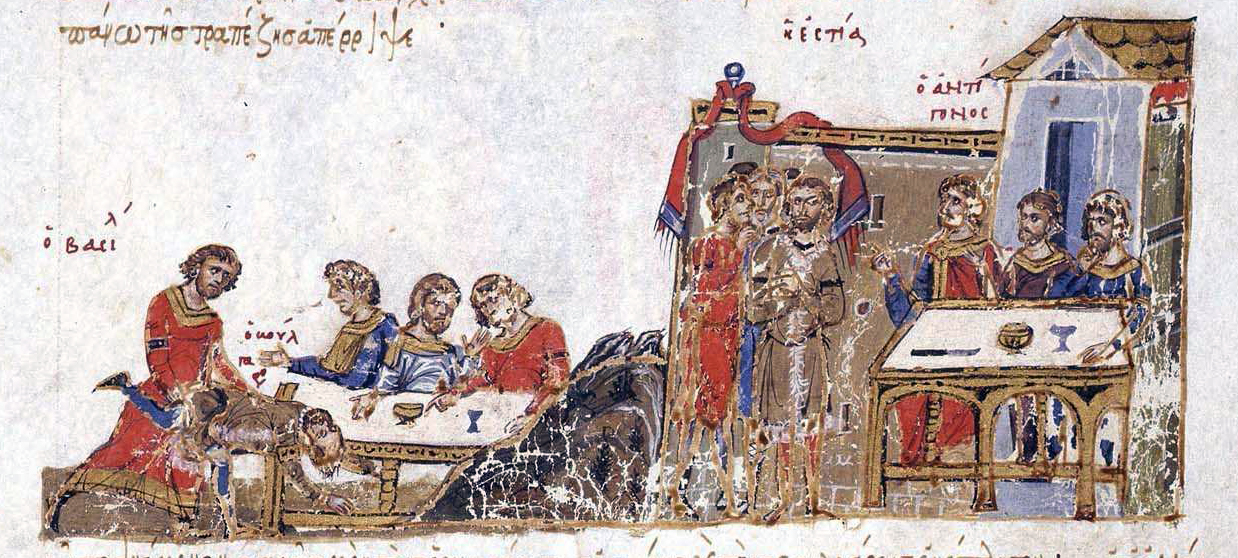
Basile remporte la victoire lors d’un combat de lutte contre le champion bulgare (Manuscrit Madrid Skylitzès).

Basile naquit dans une famille paysanne à la fin de 811 (ou au cours des années 830 selon quelques auteurs) à Chariopolis dans le thème de Macédoine,, ce qui lui valut le surnom de « Macédonien ».
Son père se nommait Bardas et son grand-père Maïktos ; sa mère s'appelait Pankalo et le père de celle-ci, Léon. L'origine ethnique de sa famille n’est pas connue et a fait l’objet de spéculations. Au cours du règne de Basile, une généalogie officielle a été conçue selon laquelle ses ancêtres n'auraient pas été de simples paysans comme on le croyait, mais des descendants des rois arsacides (Arshakuni) d'Arménie, ainsi que de Constantin Ier,. Les historiens arméniens Stépanos Taronetsi (Xe siècle) et Samuel d'Ani (XIIe siècle) affirment qu'il venait du village de Thil au Taron, un canton de la province arménienne historique de Tôroubéran. Pour leur part, des historiens musulmans comme Hamza al-Isfahani et Abu jaafar al-Tabari qui vécurent au Xe siècle donnent à Basile et à sa mère le qualificatif de Saqlabi, terme ethnographique qui se réfère généralement aux Slaves, mais peut aussi être interprété comme un terme générique incluant les habitants de la région de Constantinople et de la Bulgarie. Ses origines ethniques peuvent ainsi avoir été arméniennes, slaves,, ou arméno-slaves. Le nom de sa mère indiquerait une origine grecque par l'ascendance maternelle. On accepte généralement que son père aurait « probablement » été d'origine arménienne et qu'il s'était établi dans la Thrace byzantine. Selon Tobias, l'auteur de la seule biographie de Basile disponible en anglais, il est impossible de savoir avec exactitude quelle était l'origine ethnique de l'empereur, l'auteur privilégiant toutefois l'hypothèse arménienne, Basile ayant pu compter à divers moments de sa carrière sur l'appui d'Arméniens dans des positions importantes à l'intérieur de l'Empire byzantin.

## La montée vers le pouvoir

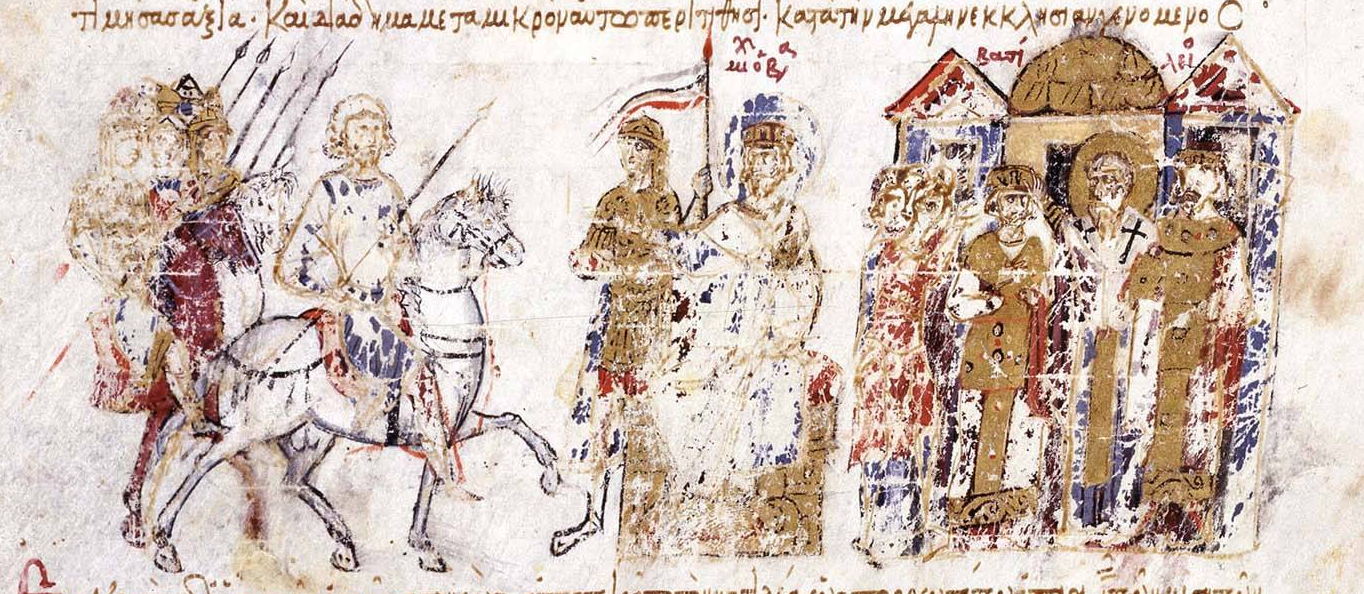
Le couronnement de Basile Ier comme coempereur (Manuscrit Madrid Skylitzès).

Selon une tradition, son enfance se serait passée en Bulgarie où sa famille aurait été déportée par le khan Kroum (r. 803-814) en 813. Il y serait resté jusqu'en 836 lorsqu'il se serait joint à un  contingent de captifs s'enfuyant vers le territoire byzantin de Thrace. Là, il eut la chance d’entrer au service d’un parent du césar Bardas, oncle de l'empereur, nommé Theophilitzès. Alors qu'il était au service de Theophilitzès, il se rendit à Patras où il gagna la faveur d’une riche matrone de l'endroit du nom de Danielis qui le prit sous sa protection et lui laissa une fortune. Il fut également remarqué par le basileus en raison de ses qualités de dompteur de chevaux et de lutteur extraordinaire, remportant la victoire sur le champion de lutte de Bulgarie. Graduellement, il devint le compagnon, l'homme de confiance et le garde du corps (parakoimomenos) de l'empereur. Syméon Métaphraste le décrit ainsi : « [Il était] d'une apparence physique hors de l'ordinaire et imposante ; ses sourcils se touchaient, il avait de grands yeux, une large poitrine et un air plutôt découragé ».
En 866, Michel III découvrit que sa maîtresse de longue date, Eudocie Ingérina, était enceinte. Plutôt que de divorcer de son épouse légitime ou de laisser l'enfant naître comme un bâtard, il força Basile à divorcer de sa propre épouse pour se marier avec Eudocie, laquelle put ainsi continuer à être la maîtresse de l’empereur tout en donnant un père légitime à l'enfant, qui fut appelé Léon. Même si Basile semble avoir détesté l'enfant, la promotion de Basile au titre de césar et de co-empereur assurait au jeune Léon une parenté légitime. Lors de la naissance de Léon, Michel III fit célébrer l'événement par des courses de chars et tout porte à croire qu'il aurait voulu que l'enfant d'Eudocie lui succède plutôt que Bardas, qui à titre de césar était l'héritier présomptif du trône.
Au cours d'une expédition contre les Arabes, Basile réussit à convaincre Michel III que son oncle, le césar Bardas, complotait pour s'emparer du trône. Avec l'accord de l'empereur, Basile assassina Bardas le 21 avril 866. Il devint ainsi la personnalité la plus en vue de la cour et fut bientôt investi du titre de césar, maintenant vacant, avant d’être couronné coempereur le 26 mai 866. Cette promotion, impliquait probablement une adoption par l'empereur même si celui-ci était beaucoup plus jeune ; en même temps, elle ouvrait au fils putatif de Basile la voie vers le trône.
Toutefois, lorsque Michel III porta son attention vers un autre courtisan, Basiliskianos et menaça de lui donner également le titre de co-empereur, Basile sentit que ses intérêts étaient menacés. Dans la nuit du 23 au 24 septembre 867, profitant du fait que l'empereur et Basiliskianos étaient ivres après un banquet au palais d'Anthimos, Basile et un groupe de compagnons, dont son père Bardas, son frère Marinos et un cousin Ayleon, s'introduisirent dans les appartements impériaux dont les serrures avaient été trafiquées. En l'absence de gardes, le Basileus et son  nouveau favori furent assassinés. À la suite de la mort de Michel III, Basile, déjà couronné co-empereur devint immédiatement basileus.

## Le règne
L'avènement de Basile Ier, même s'il fut disputé par quelques stratèges, se fit sans heurt, celui-ci s'étant assuré l'appui d’une puissante faction composée en bonne part de ses parents et d'Arméniens. La dynastie macédonienne qu'il devait fonder présida une période d'expansion territoriale pendant laquelle Byzance devint la plus imposante puissance d'Europe et de l'est méditerranéen.
Il est remarquable que Basile Ier ait été considéré dès son époque comme un monarque avisé et respecté, régnant sans heurt pendant dix-neuf ans. En dépit du fait qu'il n'ait eu aucune éducation formelle ni expérience militaire ou administrative, il s'était élevé dans la hiérarchie grâce à une série de manœuvres  incluant des meurtres calculés après avoir été le compagnon de débauche d’un souverain peu considéré. De fait, il n'y eut que peu de réactions à Constantinople après l’annonce de la mort de Michel III, probablement en raison de son impopularité auprès des bureaucrates qui lui reprochaient son total manque d'intérêt pour les devoirs qui incombaient à sa charge ; par ailleurs son manque de ferveur religieuse lui avait aliéné la population en général. Au contraire, Basile, dès ses débuts, montra qu'il voulait gouverner pour le bien de l'État et, lors de son couronnement, dédia formellement sa couronne au Christ, maintenant une réputation de piété et d'orthodoxie tout au long de son règne.

### Politique intérieure

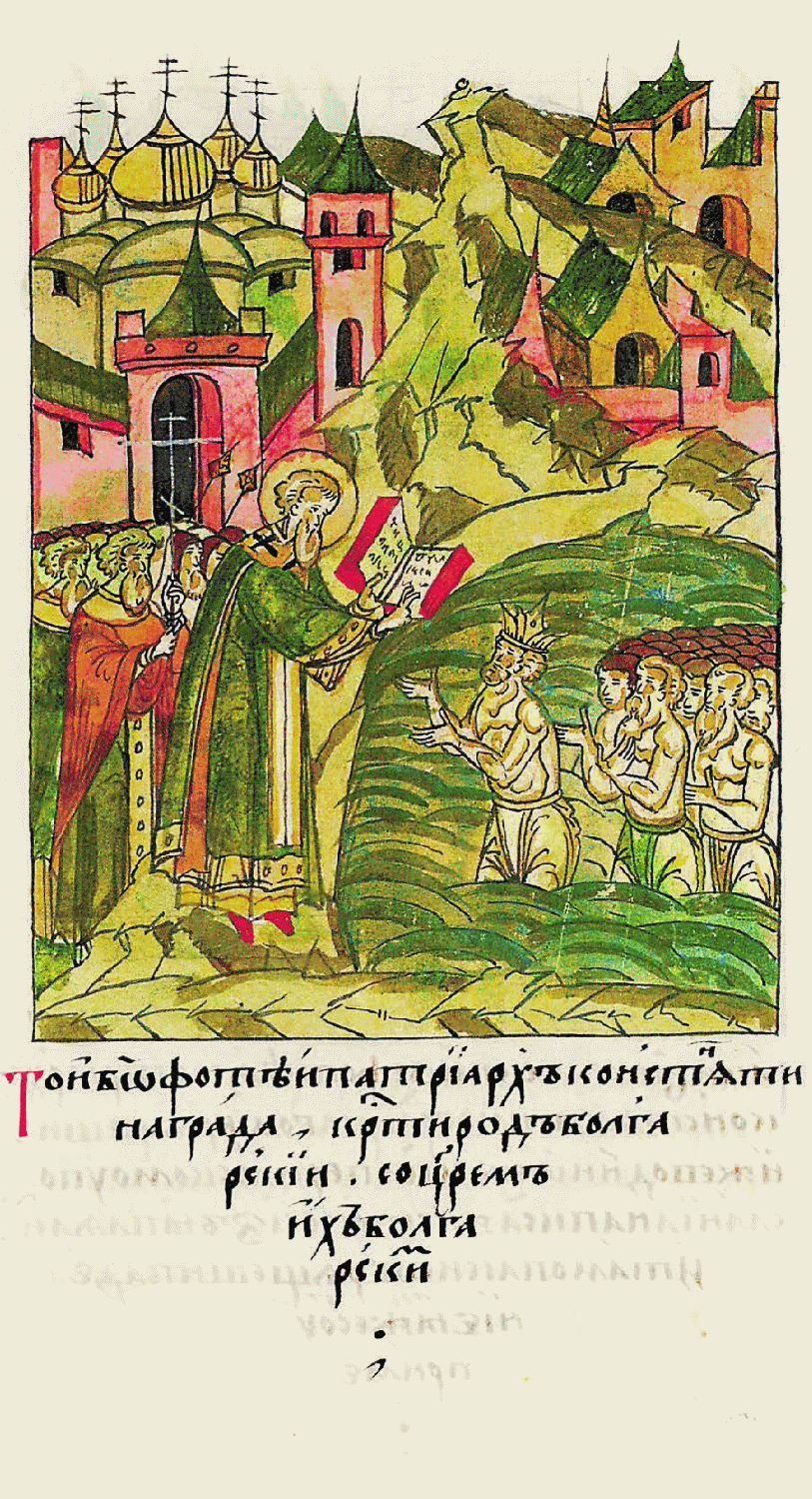
Photios baptisant le roi des Bulgares, Boris, et son peuple.

Sur le plan domestique, Basile choisit de ne pas répudier l'épouse que lui avait imposée Michel III. Ayant déjà eu un fils de sa première épouse, appelé Constantin, il s'empressa de couronner celui-ci comme co-empereur en 869 et fit de même avec le fils d'Eudocie, Léon, en 870. Toutefois, les relations avec celui-ci ne devaient jamais être très bonnes. Quant au deuxième fils d'Eudocie, Étienne, on le destina à l'Église,.
Dès le début de son règne, Basile Ier s'attaqua à une réforme du droit qui lui vaudra le surnom de « second Justinien ». Destiné à remplacer le code précédent appelé ecloga et première tentative de réforme du droit byzantin depuis Justinien, l'eisagoge (en grec : Εἰσαγωγή [τοῦ νόμου], Introduction [à la loi]), aussi appelé epanagoge (en grec Ἐπαναγωγή, Mise au point) est un code de loi promulgué en 886, lequel couvre l'ensemble des sphères de la loi. Deux de ses sections traitant de la position et du pouvoir de l'empereur byzantin et du patriarche, ainsi que la préface du livre furent écrits par le patriarche Photios Ier de Constantinople. À la mort de Basile Ier, une bonne partie du nouveau code était prête avec 40 livres, alors que la version définitive, complétée sous le règne de Léon VI le Sage et intitulée basilika en comptera 60. Ce nouveau code demeurera le fondement du droit byzantin jusqu’à la conquête par les Ottomans. Ironiquement, il semble que les travaux furent commencés sous la direction du césar Bardas qui devait être assassiné sur ordre de Basile,.
Les relations entre Basile Ier et le patriarche Photios tenaient à la fois de la politique domestique et étrangère. Protégé du césar Bardas, Photios (patriarche : 858-867 et 877-886) avait été nommé patriarche de Constantinople alors qu'il était encore laïc après la déposition d'Ignace de Constantinople (patriarche 847- 858 et 867-877), lequel avait refusé l'entrée de la cathédrale Hagia Sophia au césar en raison de ses relations avec sa belle-fille. Tonsuré le 20 décembre 858, il avait franchi en quatre jours les étapes menant à la prêtrise et fut sacré patriarche le jour de Noël 858, fête patronale de la cathédrale de Constantinople. Jugeant cette ascension contraire aux règles du droit canon, les partisans d'Ignace portèrent la chose devant le pape Adrien II qui leur donna raison. Un des premiers gestes de Basile pour rétablir la paix religieuse à l'intérieur de l'empire fut donc de bannir Photios en poste depuis deux mois et de rappeler Ignace. Ce faisant, Basile cherchait aussi à créer une alliance avec le pape ainsi qu'avec l'empereur germanique pour protéger les positions byzantines dans le sud de l'Italie et en Sicile sérieusement compromises par l'avancée des Arabes qui devaient conquérir Malte en 870.
Les relations avec la papauté ne tardèrent toutefois pas à se dégrader après que le roi des Bulgares, Boris Ier, converti au christianisme par une mission venue de Constantinople, eut demandé à un concile, réuni dans cette ville pour régler les différends entre les Églises d'Occident et d'Orient, si la nouvelle Église bulgare devait relever de Rome ou de Constantinople. En dépit des protestations des légats romains, la réponse fut favorable à Constantinople moyennant la concession d'une certaine autonomie à la nouvelle Église bulgare, but principal de Boris,.
Peu après avoir été condamné par un concile tenu en 869-870, Photios revint en grâce auprès de Basile qui le nomma tuteur de ses enfants. D'après certains partisans d'Ignace, Photios serait à l'origine d'un document trouvé dans la bibliothèque impériale et établissant que les ancêtres de l'empereur n'étaient pas de simples paysans, mais les descendants de la lignée royale des Arsacides d'Arménie. Vraie ou fausse, cette histoire montre l'étroitesse des liens qui s'étaient développés entre l'empereur et le patriarche. Aussi, lorsque Ignace mourut en 877, Photios revint à son poste quatre jours plus tard et acquit un ascendant considérable sur l'empereur.

### Politique étrangère

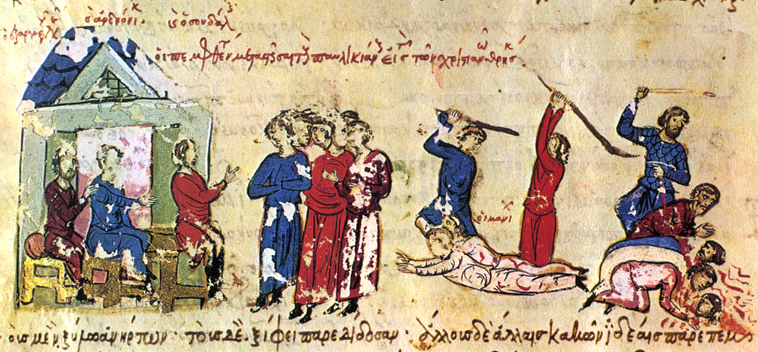
Le massacre des pauliciens en 843-844 (Manuscrit Madrid Skylitzès).

Dans la partie orientale de la Méditerranée, la crise iconoclaste avait permis aux villes dalmates et aux tribus slaves de rompre graduellement les liens qui les unissaient à Byzance. Mais lorsque les Arabes firent leur apparition le long de côtes en 867, ces villes firent appel à la marine byzantine qui réussit à refouler les assaillants vers l’Italie du sud. L'autorité de l'Empire byzantin fut ainsi rétablie sur le littoral oriental de l'Adriatique permettant la création du thème de Dalmatie et une rapide diffusion du christianisme dans la région.
La flotte byzantine put alors porter ses efforts vers le sud de l'Italie. Pour contrer l'avance des Arabes en Sicile, Basile Ier voulut faire alliance avec Louis II le Jeune (roi d'Italie de 844 à 876 et empereur d'Occident de 850 à 876) qui contrôlait le nord et le centre de l'Italie ; toutefois cette tentative n'eut pas les résultats escomptés, Louis II désirant lui-même étendre sa juridiction sur cette partie de l'Italie. Rapidement un conflit s'éleva entre les deux souverains, les Byzantins ne reconnaissant à Louis II que le titre de « roi d’Italie » et non celui d'« empereur d'Occident ». Sitôt arrivée, la flotte byzantine de 139 navires commandée par Nicétas Oryphas se retira et les fiançailles entre Constantin, fils aîné de Basile Ier, et Ermengarde, fille de Louis II le Jeune, furent rompues. Louis II de Germanie réussit à prendre Bari, ville traditionnellement byzantine, en 871, mais la garda pour lui-même. Ce n'est qu'après le décès de Louis II de Germanie, en 876, que la ville, à nouveau assiégée par les Arabes, se tourne vers Constantinople et devient la capitale du nouveau thème de Longobardie, qui comprenait les Pouilles et la Calabre,,.
En 875, avec l’aide de la même flotte, les Byzantins réussissaient à s'emparer de Chypre, mettant fin à un arrangement en fonction duquel Arabes et Byzantins se partageaient l'île ; Basile en profita pour transformer celle-ci en thème. Une nouvelle attaque arabe, en 882, le força à en revenir au statu quo ante.
Toutefois, lorsqu'en 877, Syracuse fut bloquée par les Arabes, Basile préféra utiliser sa flotte pour transporter du marbre destiné à la construction d'une église qui glorifierait son règne, la Nea Ekklesia de Constantinople. Lorsqu'au printemps suivant, la flotte se présenta devant Syracuse, la ville, qui représentait le point central de la présence byzantine en Sicile, était déjà tombée aux mains des Arabes, ne laissant aux Byzantins que quelques possessions le long de la côte dont Taormine. En Italie même, le général Nicéphore Phokas l'Aîné put reprendre Tarente et une bonne partie de la Calabre en 880,.
Dans la partie orientale de l'empire, religion et politique allaient souvent de pair. Le paulicianisme, mouvement néo-manichéen apparu en Asie mineure à la fin du VIIe siècle, s'était structuré en un État militaire autonome qu'avait déjà combattu l'impératrice Théodora en 842-843. S'ensuivit une série d'attaques contre l'empire, de 859 à 863, où les pauliciens s'allieront aux armées arabes, devenant ainsi aux yeux des Byzantins, non seulement hérétiques, mais également traîtres. En 871, l'empereur dirigea une expédition contre eux mais ne put s'emparer de Téphrikè et de Mélitène ; l'année suivante, le domestique des Scholes, Christophe, eut plus de succès et parvint à tuer le chef des pauliciens, Chrysocheir, mettant fin à la phase militaire de l'insurrection. En 878, accompagné de son fils aîné Constantin, l'empereur ravagea de nombreuses places fortes secondaires en Cappadoce, mais ne put s'emparer d'Adata, forteresse qui permettait d'atteindre la Syrie. Deux autres expéditions, en 882 et 883, échouèrent également,,.

## Dernières années et héritage

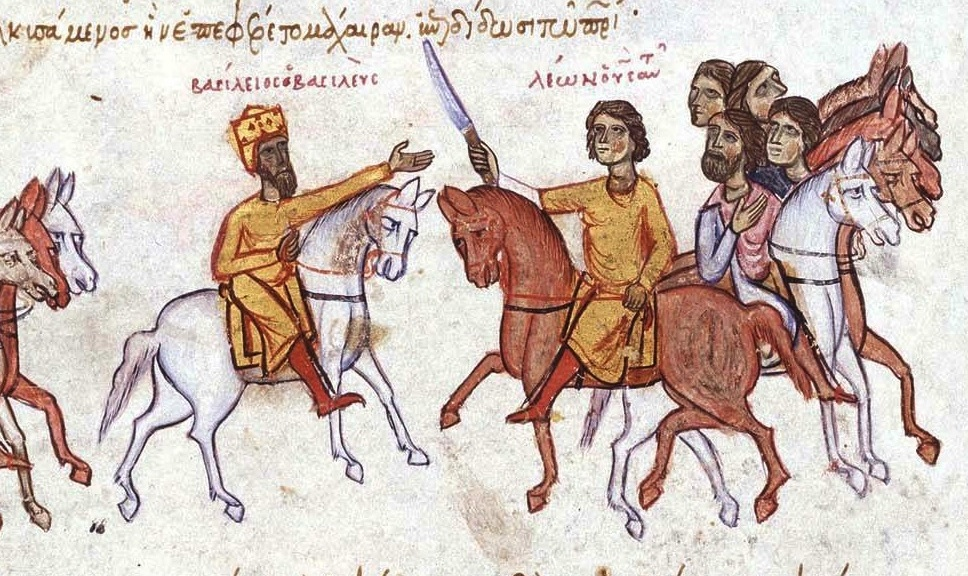
Basile Ier et son fils Léon. Ce dernier est découvert portant un couteau en présence de l’empereur (Manuscrit Madrid Skylitzès).

La tragédie a frappé Basile Ier en 879 lorsque son fils aîné, Constantin, mourut. Basile promut son fils cadet, Alexandre, au rang de co-empereur au même titre que Léon. Les relations avaient toujours été difficiles entre Léon et Basile, l'empereur n'aimant guère ce garçon qu'il soupçonnait être le fils de Michel III et qui montrait plus de dispositions pour l'étude que pour la chose militaire. Lorsque Léon eut seize ans en 882, Basile le força à épouser Théophanô Martinakia, l'épouse choisie pour lui par Eudocie Ingénira, la maîtresse de Michel III, à la suite d'un concours de beauté,. L'année suivante, Léon fut accusé par un proche de Photios de vouloir assassiner l'empereur et ne dut qu'à l'intervention du patriarche de ne pas être aveuglé. Il fut toutefois confiné au palais et ne retrouva ses droits que peu avant la mort de Basile,.
Basile décéda le 29 août 886 dans un accident de chasse lorsque sa ceinture se prit dans les bois d’un cerf, qui le traîna à sa suite à travers la forêt. Un de ses serviteurs réussit à couper la ceinture de l'empereur, mais ce dernier crut que le serviteur voulait l'assassiner et le fit exécuter peu avant de mourir lui-même.
L'un des premiers gestes de Léon VI le Sage à son avènement fut de transférer en grande pompe les restes de Michel III vers le mausolée impérial de l'église des Saints-Apôtres de Constantinople, accréditant ainsi dans l'opinion publique la rumeur selon laquelle lui-même se considérait comme le fils du prédécesseur de Basile,.
À sa mort, Basile laissait l'empire militairement et financièrement en meilleure position qu'il ne l'était à son avènement, ayant retrouvé certaines de ses possessions dans le Sud de l'Italie et à sa frontière orientale. De plus, une flotte impériale reconstituée permettait d'en assurer la stabilité. Il avait réglé le problème des pauliciens et avait mis fin aux tensions causées par le remplacement du patriarche Ignace par Photios. Il avait par ailleurs augmenté l'influence byzantine sur la Bulgarie et l'Arménie tout en maintenant à distance les Arabes du califat en plein déclin. Enfin, il laissait à son successeur la tâche de terminer une révision en profondeur du droit byzantin qui ne fut guère modifié par la suite jusqu’à la chute de Constantinople.

## Unions et postérité
Basile Ier le Macédonien eut deux épouses :
1. Maria Maniakèissa, une Macédonienne, fille de Kônstantinos Maniakès, répudiée pour que Basile puisse épouser Eudocie Ingérina, dont :
  - Bardas, mort en bas âge,
  - Anastasie, mariée avec Christophe, domestique des Scholes en 872,
  - Constantin, associé au trône entre novembre 867 et février 868, mort le 3 septembre 879, qui devait épouser Ermengarde de Provence ;
2. Eudocie Ingérina, de la famille des Martiniakoi (ex-maîtresse de Michel III), dont :
  - Léon, associé au trône le 6 janvier 870,
  - Étienne, né en 867, lequel dut entrer dans les ordres et devint syncelle (Secrétaire privé du Patriarche, généralement un Évêque et l'ecclésiastique le plus important dans la capitale, après le Patriarche lui-même, auquel, souvent, il succéda it : voir Georges-le-Syncelle, par exemple), puis en 886 patriarche Étienne Ier de Constantinople,
  - Alexandre, né en 870, associé au trône entre septembre et novembre 879,
  - trois filles, Anne, Hélène et Marie, moniales dans le monastère de Sainte-Euphémie, où elles moururent en 905 ou 912[41].

## Littérature
Le roman historique Serge et Bacchus de M.  Karagatsis consacre plusieurs chapitres à l’ascension de Basile Ier sur le trône de Constantinople. Celle-ci est longuement analysée dans l’œuvre de Robert Green Les 48 lois du pouvoir. Elle a également inspiré la trilogie The Tale of Krispos de Harry Turtledove.

### Sources primaires
- (en) Joseph Genesios, On the Reigns of the Emperors, A. Kaldellis (trad.), Brill, 2017  (ISBN 978-90-04-34469-3) (traite des règnes de Michel III et de Basile Ier, très critique à l'endroit du premier, très louangeur à l'endroit du deuxième).

- (la) Joseph Genesios, Thesaurus Iosephi Genesii aliarumque chronographiarum anonymarum, Somers, Véronique et Bastien Kindt (éd.), Turnhout, Brepols, 2009 (Corpus Christianorum : Thesaurus patrum Graecorum).

- (fr) Jean Skylitzès, « Basile le Macédonien, ou Céphalas », (dans) Empereurs de Constantinople « Synopsis Historiôn », traduit par Bernard Flusin et annoté pat Jean-Claude Cheynet, éditions P. Lethilleux, Paris, 2003  (ISBN 2283604591), pp. 101-142.

- (la) Théophane continué, Chronographiae quae Theophanis continuati nomine fertur liber quo Vita Basilii Imperatoris amplectitur, Berlin, Boston, De Gruyter , 2011.

### Sources secondaires
- (en) Bury, John Bagnell. « Basil I », Encyclopædia Britannica, 1911 (11th ed.), [en ligne] https://en.wikisource.org/wiki/1911_Encyclop%C3%A6dia_Britannica/Basil_I.

- (fr) Cheynet, Jean-Claude, Le Monde Byzantin, II L'Empire byzantin (541-1204), Paris, Presses universitaires de France, 2007  (ISBN 978-2-130-52007-8).

- (en) Cutler, Anthony, « Vita Basilii », (dans) Kazhdan, Alexander, The Oxford Dictionary of Byzantium, Oxford and New York, Oxford University Press, 1991  (ISBN 0-19-504652-8).

- (en) Finlay, George, History of the Byzantine Empire from DCCXVI to MLVII, Edinburgh and London, William Blackwood and Sons, 1853.
- Jules Gay, L'Italie méridionale et l'Empire byzantin depuis l'avènement de Basile Ier jusqu'à la prise de Bari par les Normands (867-1071), Paris, Albert Fontemoing éditeur, coll. « Bibliothèque des Écoles françaises d'Athènes et de Rome no 90 », 1904, XXVI-637 p.

- (en) Gregory, Timothy E., A History of Byzantium, Malden, Massachusetts and West Sussex, United Kingdom, Wiley-Blackwell, 2010  (ISBN 1-4051-8471-X).

- (en) Head, C., Physical Descriptions of the Emperors in Byzantine Historical Writing, Byzantion, Vol. 50, No. 1, (1980), Peeters Publishers, pp. 226-240.

- (en) Jenkins, Romilly, Byzantium : The Imperial Centuries, AD 610-1071, Toronto, University of Toronto Press, 1987  (ISBN 0-8020-6667-4).

- (de) Lilie, Ralph-Johannes ; Ludwig, Claudia ; Zielke, Beate ; Pratsch, Thomas, eds., Prosopographie der mittelbyzantinischen Zeit Online, Berlin-Brandenburgische Akademie der Wissenschaften, Nach Vorarbeiten F. Winkelmanns erstellt, De Gruyter, 2013.

- (en) Norwich, John Julius, A History of the Papacy, New York, Random House, 2011  (ISBN 978-0-812-97884-1).

- (fr) Ostrogorsky, Georges, Histoire de l'État byzantin, Paris, Payot, 1983  (ISBN 2-228-07061-0).

- (de) Prosopographie der mittelbyzantinischen Zeit Online (PmbZ), [en ligne] https://www.degruyter.com/view/db/pmbz.

- (fr) Settipani, Christian, Continuité des élites à Byzance durant les siècles obscurs : Les Princes caucasiens et l'Empire du VIe   au   IXe siècle, 2006  (ISBN 978-2-701-80226-8).

- (en) Tobias, Norman, Basil I, Founder of the Macedonian Dynasty : A Study of the Political and Military History of the Byzantine Empire in the Ninth Century, Lewiston, New York, The Edwin Mellen Press, 2007  (ISBN 0-7734-5405-5).

- (en) Tougher, Shaun, The Reign of Leo VI (886-912) : Politics and People, Leiden, Brill, 1997  (ISBN 978-90-04-10811-0).

- (en) Treadgold, Warren T., A History of the Byzantine State and Society, Stanford, CA, Stanford University Press, 1997  (ISBN 978-0804726306).

- (en) Treadgold, Warren, « The Bulgars' Treaty with the Byzantines in 816 » (dans) Rivista di Studi Bizantini I Slavi 4, (1984), pp. 213-220.

- (en) Vasiliev, Alexander Alexandrovich, History of the Byzantine Empire, Madison, Wisconsin, The University of Wisconsin Press, 1928-1935  (ISBN 0-299-80925-0).

- (fr) Vogt, Albert ; Hausherr, Isidorous, eds., (1932), « Oraison funèbre de Basile I par son fils Léon VI le Sage », Orientalia Christiana Periodica, Rome, Italy, Pontificium Institutum Orientalium Studiorum, 1932, 26 (77), pp. 39-78.